# Титульна роль
Титульна роль (або краще: заголовна роль; узято із англ. title role) у театральному мистецтві (тією ж мірою і кіномистецтві — це роль актора, за якою дають назву п'єсі (чи сценарію), напприклад: «Аїда», «Жизель», «Майкл Коллінз» чи «Отелло». Актор, співак чи танцюрист, хто виконує цю роль (партію) також називається титульний актор або титульна партія, а його роль — титульна роль.
Актор, що грає титульну роль, не завжди є головним актором; титульний актор може бути — а може і не бути протагоністом. У телевізійних мінісеріалах, наприклад, у "Сьогун" Міфуне Тосіро грає титульну роль, проте головним актором є Річард Чемберлен. У фільмі «Джеймс Бонд» за романом "Людина з золотим пістолетом", титульний герой є головним антагоністом. Усе може бути ще більш заплутано, коли титульна роль і роль головна роль — це ролі різних статей (чоловіка і жінки), наприклад, у нещодавно відродженому творі Августа Уїлсона Ma Rainey's Black Bottom («Чорна сідниця Мамусі Рейні») титульну роль грає Вупі Голдберг, а головну роль — Чарльз С. Даттон.

## Титульний персонаж
Титульний персонаж (узято із англ. title character) in художній літературі це той персонаж, чиє ім'я використовується у назві твору, наприклад, роман "Мерджорі Морнінгстар" Германа Воука, «Пригоди Гекльберрі Фінна» Марка Твена, «Гаррі Поттер» Джоан Роулінг, «Kim Possible» Марка Маккорклі і Боба Шулі,  "Майкл Клейтон" Тоні Джилроя і «Дракула» Брема Стокера. Титульний персонаж не обов'язково має бути прямо названий у назві твору, проте там буде вказано персонаж, який має відношення до титульного, наприклад: Більбо Беггінс у «Гобіт, або Туди і Звідти» чи Сімба у Диснеївському «Король Лев». Титульного героя може бути непрямо описано у назві твору, наприклад, «Ідеальний чоловік» Оскара Вайльда, де 'ідеальним чоловіком' (титульна роль) може бути, здавалося б, ідеальний Сер Роберт Чилтерн, чи то боже бути загадковий Лорд Горінг, імовірно переконаний холостяк. Навмисно-неоднозначна назва Вайльда створює драматичну іронію, бо важко сказати, який герой у творі є головним.
Титульний персонаж відрізняються від реальних людей, живих чи мертвих, оскільки персонаж є породженням художньої літератури. Наприклад, Президент США Джон Ф. Кеннеді не є титульним персонажем життєпису із назвою «Джон Ф. Кеннеді», бо він був реальною особою. У художньому фільмі Олівера Стоуна Джон Ф. Кеннеді. Постріли в Далласі, Кенеді є більше макгафіном чим титульним персонажем.
Як і титульна роль у фільмі і театрі, титульний персонаж не обов'язково має бути протагоністом. У «Володарі перснів», наприклад, Саурон, титульний персонаж, є головним антагоністом; у «Чужинець на чужині» Роберта Хайнлайна, титульним персонажем є Валентайн Майкл Сміт, проте як головний герой у цьому романі сприймається Джубал Гершоу. У «Великому Гетсбі» Френсіса Скотта Фіцджеральда, Гетсбі є титульним героєм, але його історію розказує оповідач і протагоніст Нік Карравей (Nick Carraway). Інший приклад — класична казка «Мудрець із Країни Оз». Хоча Чарівник Оз - титульний персонаж, Дороті Ґейл є головною героїнею. Крім того, згадаємо: художній фільм Тіма Бартона 1988 року «Бітлджус», де титульним персонажем є антагоніст; художній фільм 1999 року The Mummy, де титульний персонаж є головним антагоністом фільму жерцем Імхотепом, (другорядним антагоністом, а насправді — головним, є Бені Габор (див. Beni Gabor) негідник, угорський злодій і співслужбовець протагоніста у Іноземному легіоні на початку фільму).
Цей феномен також застосовний до відеоігор. Напевно, найвідомішим прикладом є The Legend of Zelda, у якій титульний персонаж, принцеса Зельда, є Діва у біді, а протагоністом є Лінк.